# Ismant
Ismant – miejscowość w Egipcie, w muhafazie Al-Minja, w dystrykcie Abu Kurkas. W 2006 roku liczyła 10 537 mieszkańców. Zamieszkana jest głównie przez chrześcijańskich Koptów.